# Rio Paraná da Viúva
O rio Paraná da Viúva (ou rio Moura) é um rio brasileiro que banha o estado do Acre.
É afluente da margem esquerda do rio Juruá, portanto um sub-afluente do rio Amazonas.
Tem sua fonte na Serra do Divisor (ou Contamana), perto da fronteira com o Peru. Ele rega o município de Rodrigues Alves.